# EVV Eindhoven in het seizoen 1957/58
Het seizoen 1957/1958 was het vierde jaar in het bestaan van de Eindhovense betaaldvoetbalclub Eindhoven. De club kwam uit in de Nederlandse Eerste divisie B en eindigde daarin op de zevende plaats. Tevens deed de club mee aan het toernooi om de KNVB Beker, hierin werd in de tweede ronde verloren van NAC (1–4).

## Wedstrijdstatistieken

### Eerste divisie B
|       | Fortuna | Haarlem | Helmondia '55 | Hermes DVS | KFC   | Leeuwarden | Limburgia | RCH   | Rigtersbleek | SHS   | Sittardia | Stormvogels | De Volewijckers | Wageningen | Xerxes |
| ----- | ------- | ------- | ------------- | ---------- | ----- | ---------- | --------- | ----- | ------------ | ----- | --------- | ----------- | --------------- | ---------- | ------ |
| Thuis | 2 – 2   | 4 – 2   | 2 – 0         | 3 – 2      | 2 – 1 | 4 – 2      | 3 – 3     | 2 – 2 | 3 – 3        | 2 – 4 | 2 – 3     | 5 – 0       | 2 – 1           | 3 – 3      | 1 – 0  |
| Uit   | 1 – 5   | 0 – 1   | 1 – 0         | 3 – 1      | 2 – 1 | 2 – 2      | 2 – 1     | 1 – 3 | 4 – 1        | 3 – 2 | 3 – 2     | 3 – 2       | 2 – 0           | 1 – 1      | 2 – 0  |

### KNVB Beker
| 1e ronde                                          | UDI '19                                                        | 1 – 6 (1 – 5) | Eindhoven                                     |
| 26 december 1957 Plaats: Uden Sportpark Parkzicht | Kremers                                                        |               | –', –', –', –', –' Sjaak Verspeek Jan Louwers |
| 2e ronde                                          | NAC                                                            | 4 – 1 (4 – 0) | Eindhoven                                     |
| 16 april 1958 Plaats: Breda Beatrixstraat         | Leo Canjels 6' (pen.) Cock Luyten 20' Louis Overbeeke 40', 43' |               | 59' Dick Snoek                                |

## Statistieken Eindhoven 1957/1958

### Eindstand Eindhoven in de Nederlandse Eerste divisie B 1957 / 1958
| Stand | Gespeeld | Gewonnen | Gelijk | Verloren | Punten | Doelpunten voor | Doelpunten tegen |
| ----- | -------- | -------- | ------ | -------- | ------ | --------------- | ---------------- |
| 7e    | 30       | 11       | 7      | 12       | 29     | 62              | 58               |

### Topscorers
| #      | Naam             | Goal |
| ------ | ---------------- | ---- |
| 1.     | Jan Louwers      | 15   |
| 2.     | Nico van Diessen | 11   |
| 3.     | Dick Snoek       | 8    |
| 4.     | Jeu Sijbers      | 6    |
| 4.     | Sjaak Verspeek   | 6    |
| 6.     | Miklós Tódor     | 4    |
| 7.     | Piet van Rooij   | 3    |
| 8.     | Frans Tebak      | 2    |
| 8.     | Rein van Thoor   | 2    |
| 8.     | Toon Visschers   | 2    |
| 11.    | Toon Feijen      | 1    |
| 11.    | Jan Hertogh      | 1    |
| 11.    | Willy Slaats     | 1    |
| Totaal | Totaal           | 62   |

| #      | Naam           | Goal |
| ------ | -------------- | ---- |
| 1.     | Sjaak Verspeek | 5    |
| 2.     | Jan Louwers    | 1    |
| 2.     | Dick Snoek     | 1    |
| Totaal | Totaal         | 7    |